# Défilé de la victoire de Bakou de 2020

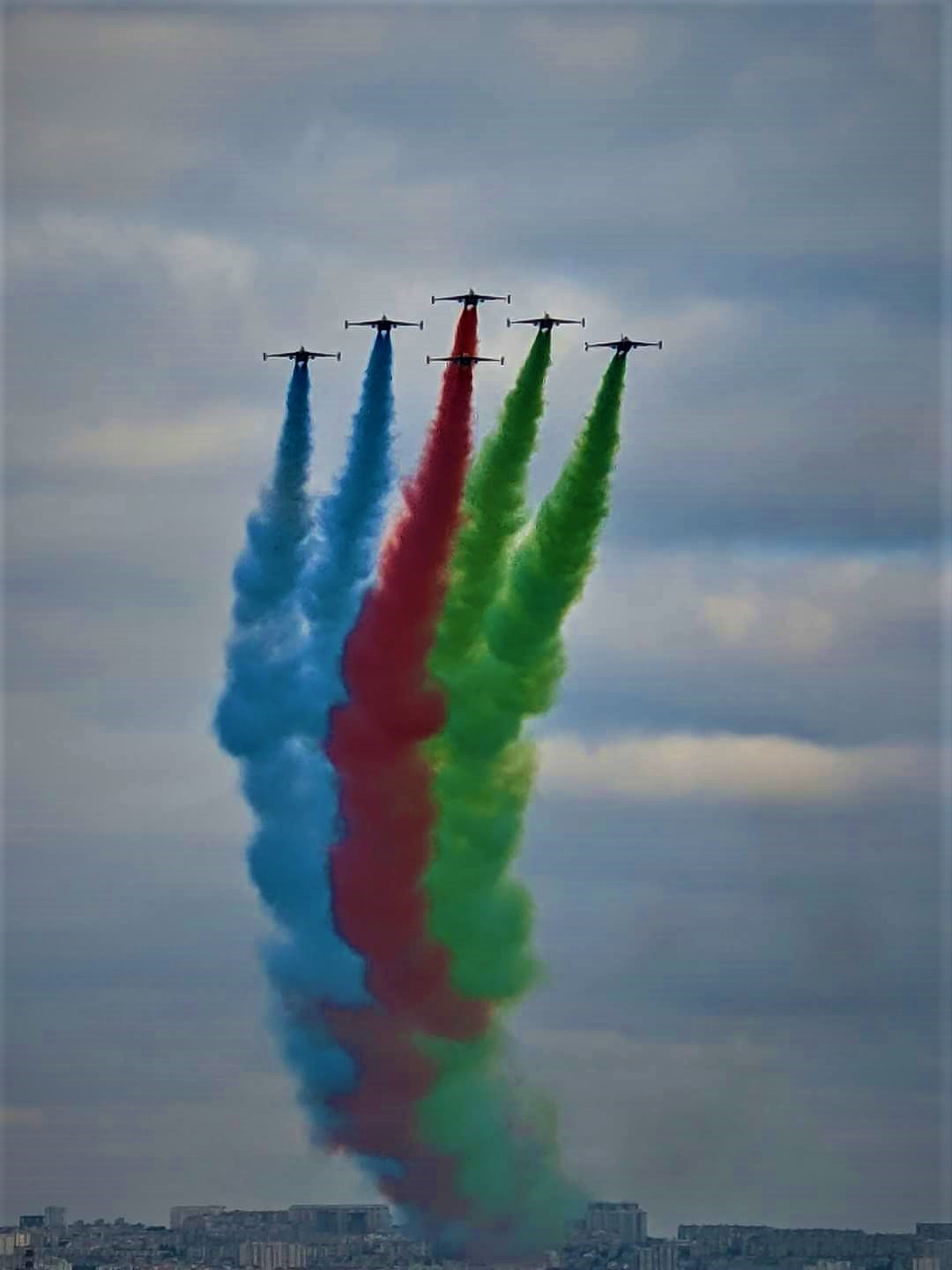

Le défilé de la victoire de Bakou 2020 (en azerbaïdjanais: Zəfər paradı) a lieu le 10 décembre sur la place Azadlig, à Bakou, capitale de l'Azerbaïdjan. Il est organisé en l'honneur de la victoire de l'Azerbaïdjan lors de la guerre du Haut-Karabagh de 2020, officiellement décrite comme la guerre patriotique en Azerbaïdjan. La parade réunit 3 000 militaires qui se sont distingués pendant la guerre, qui défilent avec des matériels militaires, des véhicules aériens sans pilote et des avions, ainsi que de trophées de guerre arméniens et de soldats et officiers turcs, tandis que des navires de la marine effectuent des manœuvres dans la baie de Bakou, à proximité cependant que des jets et des hélicoptères survolent la ville.
Le président turc Recep Tayyip Erdoğan assiste également au défilé militaire dans le cadre d'une visite d'État à Bakou.

## Parade
Début décembre, il a été révélé qu'un défilé de la victoire aurait lieu le 10 décembre sur la place Azadlig, à Bakou, capitale de l'Azerbaïdjan. La circulation a été limitée dans certaines rues et avenues pour assurer la sécurité du matériel militaire lié au défilé. Le 5 décembre, les forces armées azerbaïdjanaises ont commencé des exercices d'entraînement pour la parade. Le 8 décembre, un exercice d'entraînement a eu lieu lors du défilé militaire, au cours duquel le butin militaire saisi par les forces armées azerbaïdjanaises d'Arménie a été démontré. En outre, des vols d'entraînement d'avions et d'hélicoptères de l'armée de l'air azerbaïdjanaise ont été effectués au-dessus de Bakou.
Le 9 décembre, le président de la Turquie, Recep Tayyip Erdoğan, est arrivé par avion à l'aéroport international Heydar Aliyev de Bakou. Erdoğan a été accueilli par des responsables azerbaïdjanais et des diplomates turcs à Bakou. Il était accompagné de son épouse Emine Erdoğan, du ministre des Affaires étrangères Mevlüt Çavuşoğlu, du porte-parole du parti au pouvoir pour la justice et du développement Ömer Çelik, du vice-président du parti Mahir Ünal, du porte-parole de l'administration présidentielle İbrahim Kalın et du directeur des relations publiques de l'administration présidentielle turque Fahrettin Altun.
Le 10 décembre, Ilham Aliyev et Erdoğan ont visité la Allée des Martyrs et déposé des couronnes au monument de la flamme éternelle. Ensuite, ils se sont rendus à l'allée d'honneur pour honorer la mémoire de l'ancien président azerbaïdjanais, Heydar Aliyev, et ont déposé des couronnes sur sa tombe. Aliyev et Erdoğan ont prié dans la mosquée des martyrs.
L'ordre de la colonne au sol de la parade :
- Personnel des forces spéciales du ministère de la Défense, dirigé par le commandant des forces spéciales, le lieutenant-général Hikmat Mirzayev[10]

- Personnel des Marines de la marine azerbaïdjanaise, dirigé par le capitaine de première classe Zaur Gouliyev

- Personnel des forces spéciales YARASA du service de renseignement extérieur

- Personnel du service de sécurité de l'État, dirigé par le général de division Rovchan Mukhtarov

- Personnel des forces spéciales de l'armée de Nakhitchevan, dirigé par le colonel Said Isayev

- Personnel du 1er corps d'armée, dirigé par le colonel Taleh Machadiyev[11]

- Personnel du 2e corps d'armée, dirigé par le colonel Nemat Museyibov[11]

- Personnel du 3e corps d'armée, dirigé par le lieutenant-colonel Kamran Aghabalayev[11]

- Personnel du 4e corps d'armée, dirigé par le colonel Ilham Mammadov[11]

- Personnel du 6e corps d'armée, dirigé par le lieutenant-colonel Dayanat Muslimov

- Personnel des troupes de missiles et d'artillerie, dirigé par le colonel Ismikhan Mammadov

- Personnel du commandement des forces spéciales turques, dirigé par le capitaine Harun Ergin

- Personnel du Service national des frontières, dirigé par le général de division Rasul Tagiyev

- Personnel des troupes internes du ministère de l'Intérieur, dirigé par le général de division Ingilab Muradov

- Personnel de la Garde nationale d'Azerbaïdjan, dirigé par le major Eldar Gouliyev[12]

- Personnel de l'Académie militaire supérieure d'Azerbaïdjan, dirigé par le général de division Fuzuli Salahov[12]

- Coursants du lycée militaire Heydar Aliyev, dirigé par le général de division Mahammad Hasanov

- Coursants du lycée militaire Jamshid Nakhchivanski, dirigé par le général de division Bakir Orujov[12]

Les vétérans des forces armées azerbaïdjanaises qui ont pris part à la guerre ont également suivi le défilé dans des véhicules militaires.

## Conséquence
Un feu d'artifice festif a eu lieu sur le boulevard de Bakou plus tard dans la nuit.

## Réactions internationales
Le ministère turc de la Défense nationale, le maire d'Ankara Mansur Yavaş et le président de la Grande Assemblée nationale turque Mustafa Şentop ont félicité l'Azerbaïdjan pour le défilé.
La chanteuse d'opéra israélienne Camellia Ioffe a organisé un concert de musique azerbaïdjanaise dans le parc, au cours duquel les musiciens ont consacré leur performance à la parade de la victoire à Bakou.